# Metallica: Through the Never (àlbum)
Metallica: Through the Never és un àlbum de banda sonora per la pel·lícula homònima, que consisteix en enregistraments en directe realitzats per la banda estatunidenca Metallica. La seva publicació es va realitzar el 24 de setembre de 2013 mitjançant Blackened Recordings, i va entrar en les llistes de diversos països.
Totes les cançons de la banda sonora són gravacions en directe realitzades al Rexall Place d'Edmonton (Canadà) els dies 17 i 18 d'agost de 2012, i al Rogers Arena de Vancouver (Canadà) els 24, 25 i 27 d'agost de 2012, amb l'excepció de «Orion» que fou enregistrada en proves de so.

## Llista de cançons
| 1. | «The Ecstasy of Gold»     | 2:02 |
| 2. | «Creeping Death»          | 6:20 |
| 3. | «For Whom the Bell Tolls» | 4:40 |
| 4. | «Fuel»                    | 3:58 |
| 5. | «Ride the Lightning»      | 6:55 |
| 6. | «One»                     | 8:25 |
| 7. | «The Memory Remains»      | 5:43 |
| 8. | «Wherever I May Roam»     | 6:19 |

| 9.  | «Cyanide»                | 7:02 |
| 10. | «...And Justice for All» | 9:18 |
| 11. | «Master of Puppets»      | 8:26 |
| 12. | «Battery»                | 5:14 |
| 13. | «Nothing Else Matters»   | 7:22 |
| 14. | «Enter Sandman»          | 6:22 |
| 15. | «Hit the Lights»         | 4:40 |
| 16. | «Orion»                  | 8:27 |

## Posicions en llista
| Llista (2013/2014) | Posició |
| ------------------ | ------- |
| Alemanya           | 8       |
| Austràlia          | 16      |
| Canadà             | 9       |
| Espanya            | 15      |
| Estats Units       | 9       |
| França             | 32      |
| Nova Zelanda       | 11      |
| Regne Unit         | 36      |

## Crèdits
- James Hetfield – cantant, guitarra rítmica
- Kirk Hammett – guitarra solista
- Robert Trujillo – baix
- Lars Ulrich – bateria